# Puylaroque
Puylaroque település Franciaországban, Tarn-et-Garonne megyében. Lakosainak száma 698 fő (2022. január 1.). Puylaroque Belfort-du-Quercy, Belmont-Sainte-Foi, Vaylats, Caylus, Cayriech, Labastide-de-Penne, Lapenche, Lavaurette, Mouillac és Saint-Georges községekkel határos.

## Népesség
A település népességének változása:
| Lakosok száma | 670  | 687  | 718  | 698  | 701  | 694  | 689  | 682  | 698  |
|               | 2013 | 2015 | 2016 | 2017 | 2018 | 2019 | 2020 | 2021 | 2022 |